# وليد الحربي
وليد الحربي (مواليد 1 فبراير 1986) هو لاعب كرة قدم سعودي.

## مسيرة اللاعب
كانت بداياته مع نادي الجواء في الفئات السنية و بعدها انتقل إلى نادي التعاون و انتقل في عام 2012 إلى نادي النجمة ولعب له لمدة موسم وفي عام 2013 انتقل إلى نادي الحزم ووقع مع نادي البكيرية في عام 2017 ولعب معهم موسمين وبعدها عاد إلى نادي النجمة.

## وصلات خارجية
- وليد الحربي على موقع Soccerway.com (الإنجليزية)